# Roosevelt Room

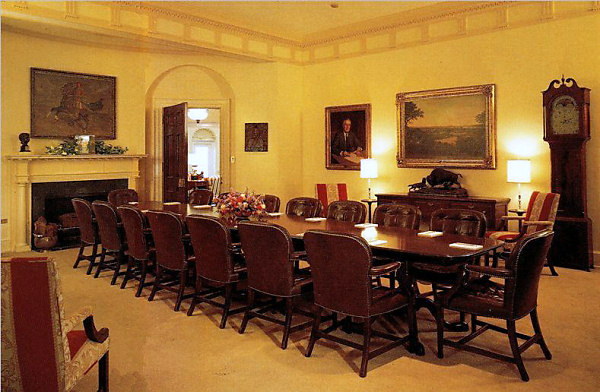
La Roosevelt Room durante la presidenza di Bill Clinton

La Roosevelt Room è una sala riunioni situata all'interno della West Wing della Casa Bianca. Situata al centro dell'edificio, vicino allo Studio Ovale, è dedicata ai presidenti degli Stati Uniti d'America Theodore Roosevelt e Franklin Delano Roosevelt.

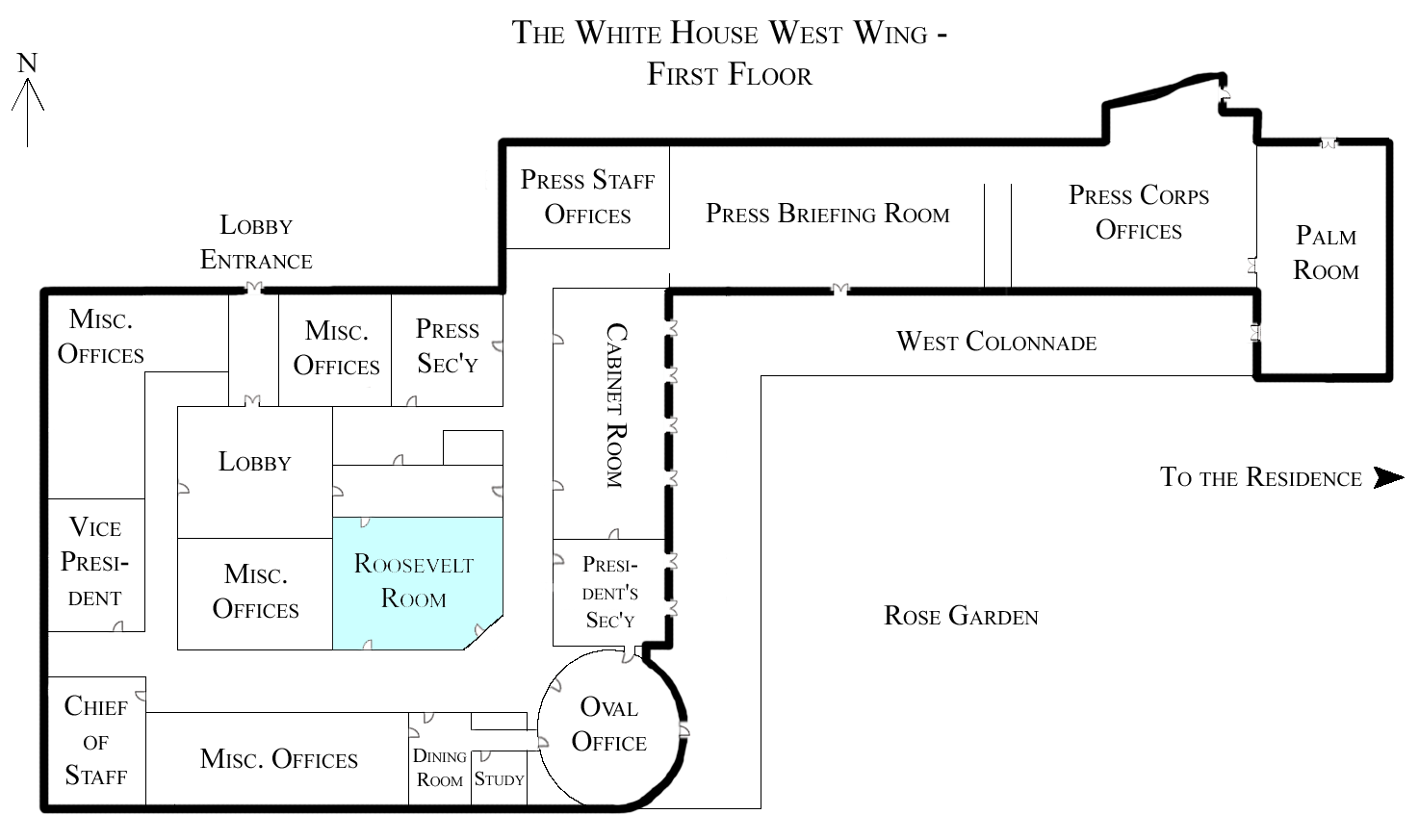
La posizione della Roosevelt Room all'interno della West Wing

La stanza è stata utilizzata come ufficio del presidente degli Stati Uniti dal 1902 al 1909, quando è stata trasformata in una sala d'aspetto. Nel 1934 venne dotata di un lucernario e denominata da Franklin Roosevelt la "Fish Room" per via della presenza di un acquario. Nel 1969 Richard Nixon diede l'attuale nome alla stanza, che presenta i ritratti dei due presidenti che ne hanno ispirato la denominazione.